# Рудно (Поморське воєводство)
Рудно (пол. Rudno, нім. Rauden) — село в Польщі, у гміні Пельплін Тчевського повіту Поморського воєводства.
Населення — 901 особа (2011).
У 1975-1998 роках село належало до Гданського воєводства.

## Демографія
Демографічна структура станом на 31 березня 2011 року:
|          | Загалом | Допрацездатний вік | Працездатний вік | Постпрацездатний вік |
| -------- | ------- | ------------------ | ---------------- | -------------------- |
| Чоловіки | 475     | 85                 | 356              | 34                   |
| Жінки    | 426     | 94                 | 255              | 77                   |
| Разом    | 901     | 179                | 611              | 111                  |